# Górki (Pińczów)
Pour les articles homonymes, voir Górki.
Górki est une localité polonaise de la gmina de Kije, située dans le powiat de Pińczów en voïvodie de Sainte-Croix.